# 51e Rue
La 51e Rue (51th Street) est une voie publique de la ville de New York.  

## Situation et accès
Elle traverse le quartier Midtown Manhattan en sens unique, d'est en ouest, sur une longueur de 3,1 km.

## Origine du nom
La 51e Rue, tire son nom tout simplement de sa position dans le plan en damier de Manhattan établi en 1811. 
Le chiffre « 51 » indique sa position dans la grille est-ouest, entre la 50e et la 52e Rue.

## Historique
Elle fait partie du Commissioners' Plan de 1811.

## Bâtiments remarquables et lieux de mémoire
On y trouve en particulier le consulat du Venezuela, le Rockefeller Center et le Radio City Music Hall à la hauteur de la Cinquième Avenue, le Time-Life Building au niveau de la Sixième Avenue, Times Square Church et le Gershwin Theatre au niveau de Broadway.

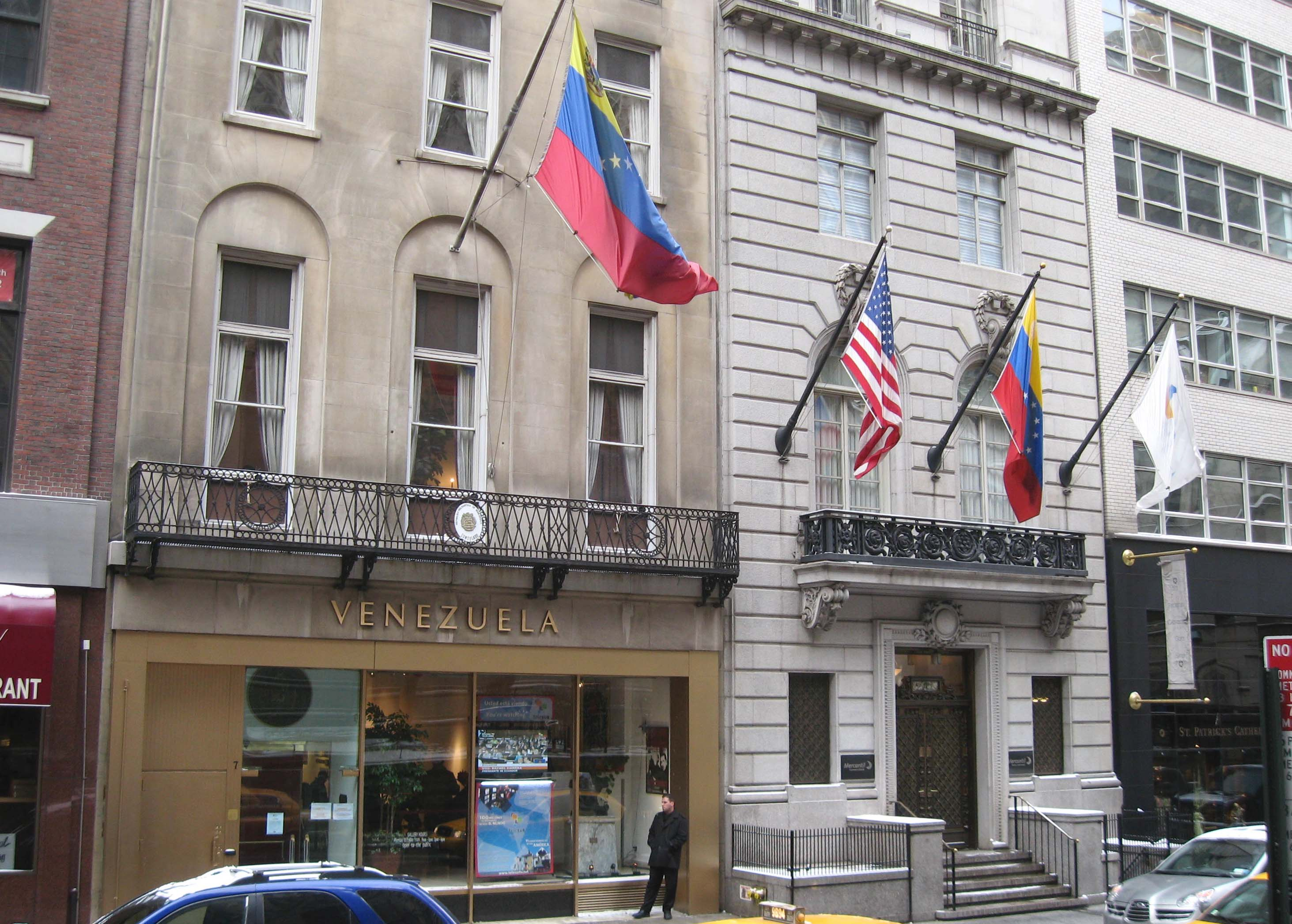
Consulat du Venezuela.
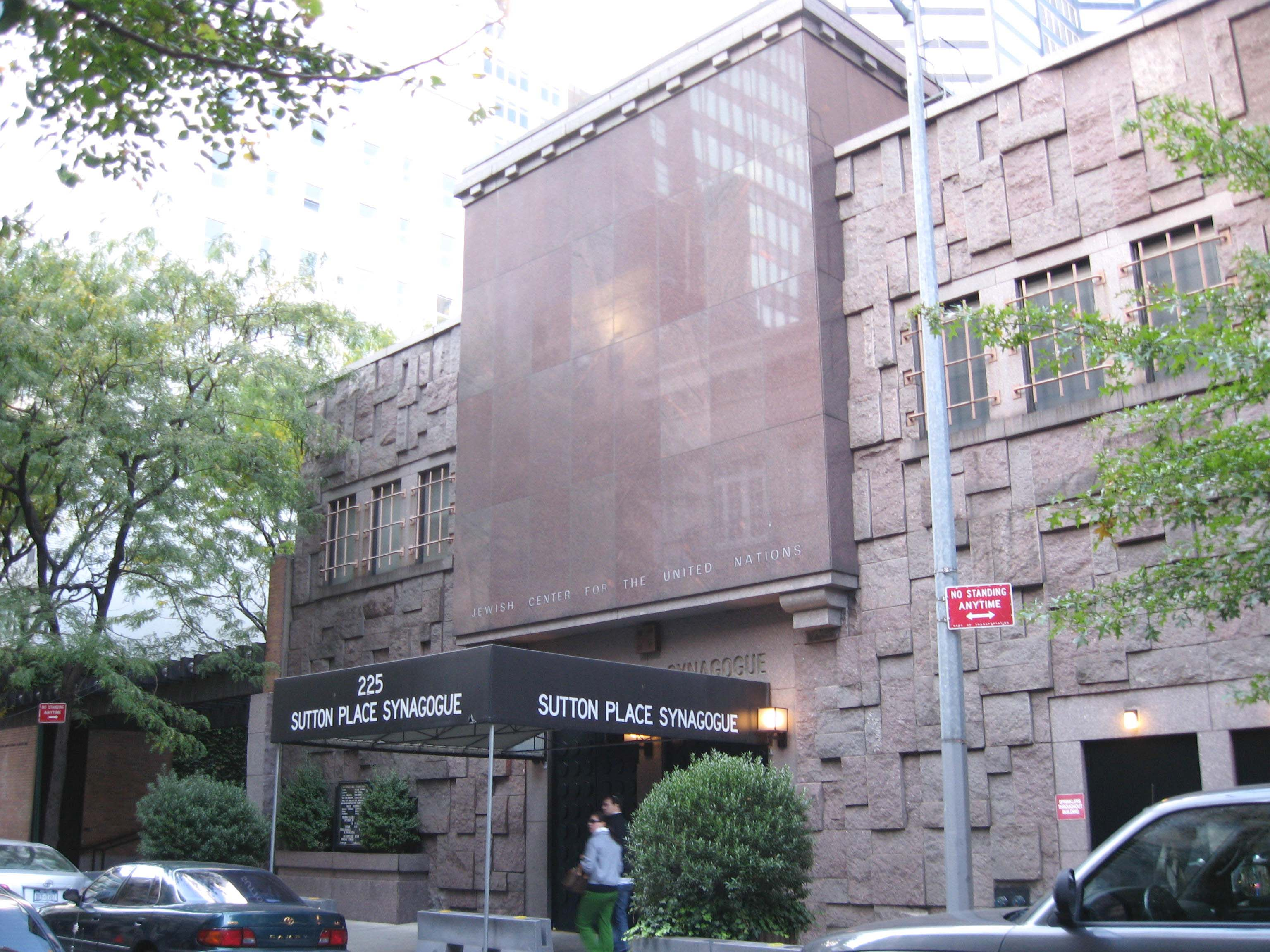
Sutton Place Synagogue / Jewish Center for the United Nations.
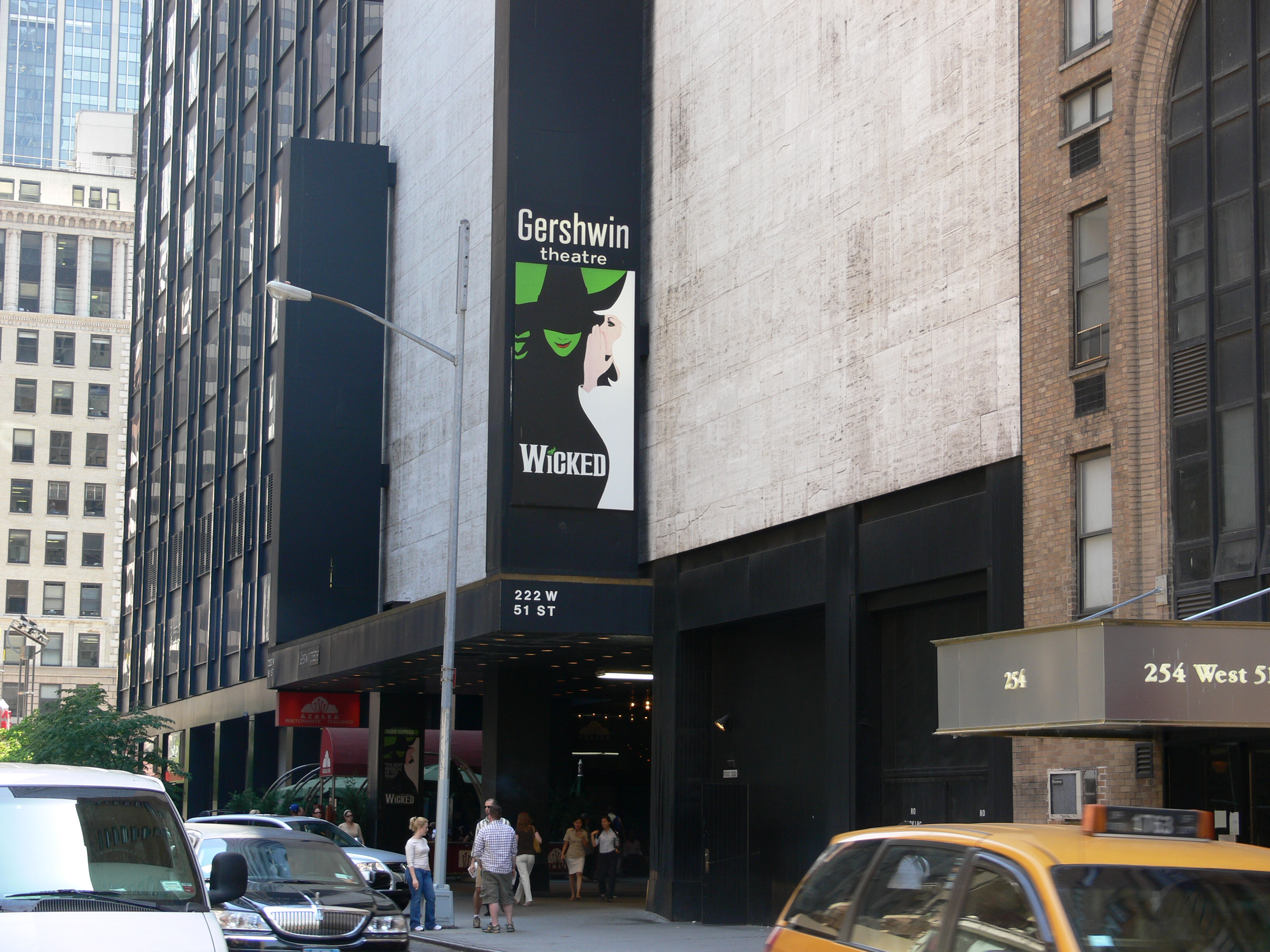
Le Gershwin Theatre.